# Stazione di Morbegno
La stazione di Morbegno è una stazione ferroviaria posta sulla linea Tirano-Lecco, a servizio del comune di Morbegno. Fu costruita quando nel 1885 venne inaugurata la linea ferroviaria Colico-Sondrio.

## Strutture e impianti
Il fabbricato viaggiatori è una struttura su due livelli, di colore giallo, recentemente restaurato (2014).
Il piazzale si compone di due binari passanti utilizzati per il servizio viaggiatori e 5 tronchi di cui oggi solo 3 sono in uso saltuariamente. La stazione era composta da 3 binari a servizio viaggiatori.
L'11 dicembre 2014 è stato attivato il nuovo marciapiede con pensilina per il binario 2.

## Movimento
La stazione è servita da treni regioexpress della direttrice RE8 Milano-Monza-Lecco-Colico-Sondrio-Tirano con cadenze ad ogni ora e da treni regionali della direttrice R13 Lecco-Colico-Sondrio, che solo nei giorni festivi alcune corse vengono prolungate fino alla stazione di Milano Porta Garibaldi, svolti da Trenord nell'ambito del contratto di servizio stipulato con la Regione Lombardia.

## Servizi
La stazione dispone di:
- Biglietteria a sportello
- Biglietteria automatica
- Sala d'attesa con monitor per le partenze dei treni
- Bar
- Servizi igienici
- Parcheggio auto, moto e biciclette
- Annuncio sonoro per l'arrivo, la partenza dei treni e per le informazioni sulla linea ferroviaria
- Sottopassaggio
- Fermata autobus extraurbani